# Richterago stenophylla
Richterago stenophylla là một loài thực vật có hoa trong họ Cúc. Loài này được (Cabrera) Roque mô tả khoa học đầu tiên năm 2001.